# Кобелячок

Центральна зупинка

Кобеля́чок — село в Україні, в Пришибській сільській громаді Кременчуцького району Полтавської області. Населення становить 583 особи.

## Географія
Село Кобелячок знаходиться на берегах річки Сухий Кобелячок, вище за течією на відстані 2,5 км розташоване село Комендантівка (Кобеляцький район), нижче за течією на відстані 3 км розташовані села Пришиб та Роботівка.

## Історія

### Походження назви
Перевірених матеріалів про походження села немає, а сторожили згадують, що пан Андрій Неровний, виграв село у пана, якого прозивали Кобельський. Крім того, за собак виміняв у свого друга з Петербурга майстрового чоловіка — Яків Осіпов. Перші згадки про населення на території села відносяться до 3-4 ст. до н.е. Кам'яні сокири-молотки свідчать що вони належать до періоду неоліту.

### Давні часи
За даними Полтавського архіву Кобелячок віднесено до категорії сіл у 1803 р. (до цього це був хутір) у зв'язку з перенесенням з Келеберди дерев'яної Покровської церкви. В цьому ж році центром Кобелячківської волості Кременчуцького повіту Полтавської губернії.
За переписом населення в 1859 р. в селі Кобелячок (розташоване по праву сторону транспортного тракту з містечка Потоки до села Озера, при річці Кобелячок) налічувалося 242 двори (з в яких проживало 2445 жителів, з них — 1198 чоловіків, 1247 жінок), православна церква, 2 ярмарки на рік.
В 1890 році у волості було 5893 десятин землі. Майже вся вона належала панові Неровному, сільській старшині, церковним служителям. На території Кобелячківської волості, що охоплювала декілька сіл налічувалось 120 млинів — переважно вітряків, 1 паровий млин, 11 олійниць, 3 кузні.
В селі паном Неровним був збудований цегельний завод. Але будинки з цегли мали лише пан Неровний та член державної думи Удовицький Гаврило. При церкві діяла церковно-парафіяльна школа і бібліотека.
В 1900 році була заснована трьохкласна школа, навчання було платне.
За переписом 1900 року в Кобелячку Кобелячківської волості з хуторами Булахи, Гави, Калашники, Кирилівки, Кушки, Малики, Маньки, Мишки, Нерівні, Носілі, Пальчики, Прокопенки, Рили, Степанки, Старчики, Троцькі налічувалося всього 533 двори, 262 домогосподарств, населення 3773 осіб, у тому числі чоловіків — 1928, жінок — 1845; землі власної — 4426 десятин 949 квадратних саженів, 1 земська та 1 церковнопарафіяльна школи, як і раніше, 2 ярмарки
За даними на 1910 рік, у Кобелячку без хуторів було 166 господарств, з них козаків — 127, селян — 17, інших непривілейованих — 10, привілейованих (дворян) — 12 господарств. Жителів — 1028 осіб. Землі — 1219 десятин, у тому числі орної — 1086 десятин. Було два млини простого помелу, а в 1913 році ще записано маслобійню та просорушку. Крім земської та церковно-парафіяльної школи, діяли дві школи грамоти.

### Радянські часи
1917 р. до влади прийшов новий уряд. Було створено волосний революційний комітет. У 1929 році в селі Кобелячок було створено колективне господарство. Його головою був Кобеляцький Никифор Якович, пізніше став Вовк Ф.Т. Було відкрито сільбуд. При цьому працювали такі секції: науково-політична, драматична, хорова, військово-спортивна. Кобелячани учасники військових змагань у Харкові. На кошти зібрані ними, армії був подарований танк. До війни колгосп імені Свердлова був мільйонером (до нього входили село Малики та хутір Рогізнівка).

### Післявоєнний період
У післявоєнний період, у відбудову народного господарства колгоспу і села великий внесок зробили голови: Робота П. А. та Шевченко В. М., Гусениця В.М. Село змінилося, розбудувалось, життя людей ставало кращим. Було побудовано колгоспний тік, корівники, приміщення для свиней, автогараж, 8-річна школа, дитячий садок «Вишенька», лазня, ФАП, олійниця, млин, пошта, контора колгоспу, будинок культури, магазини, дороги з асфальтовим покриттям, відроджено колгоспний сад, пішло будівництво в приватному секторі, будувались квартири для спеціалістів, на території села запрацював цегельний завод, покращився зв'язок між містом і селом, на зміну ручній праці прийшли машини. У 80-х роках побудована їдальня на 150 місць.
3 15 серпня 1959 року по 1987 рік майже 20 років Кобелячок і територія Кобелячківської сільради входили до складу Салівської сільради.

### Незалежність
Проходять роки, все змінюється. У 90-х роках вийшов закон про фермерські та сільськогосподарські господарства, пізніше про розпаювання землі бо колективні господарства стали не рентабельними. На сьогодні на території села 12 фермерських господарств, 12 приватних підприємств 80 одноосібників, які самостійно обробляють свої земельні паї. Інші земельні паї здано в оренду фермерським господарствам. Спеціалізацією фермерських господарств та приватних підприємств є зерновий напрямок та торгівля.
У 1987 році утворено сільську раду, на сьогоднішній час органи місцевого самоврядування очолює Черепаха Таїса Михайлівна. В 2006 році село газифікувалось. Працює сільський клуб, на 150 місць, фельдшерсько-акушерський пункт, сільська бібліотека — бібліотекар Копшурова С. Г. і музей села імені Уляни Олефір. В 2000 році закрито дитячий садок, а в 2008 році школу.

## Визначні пам'ятки
- Братська могила радянських воїнів;

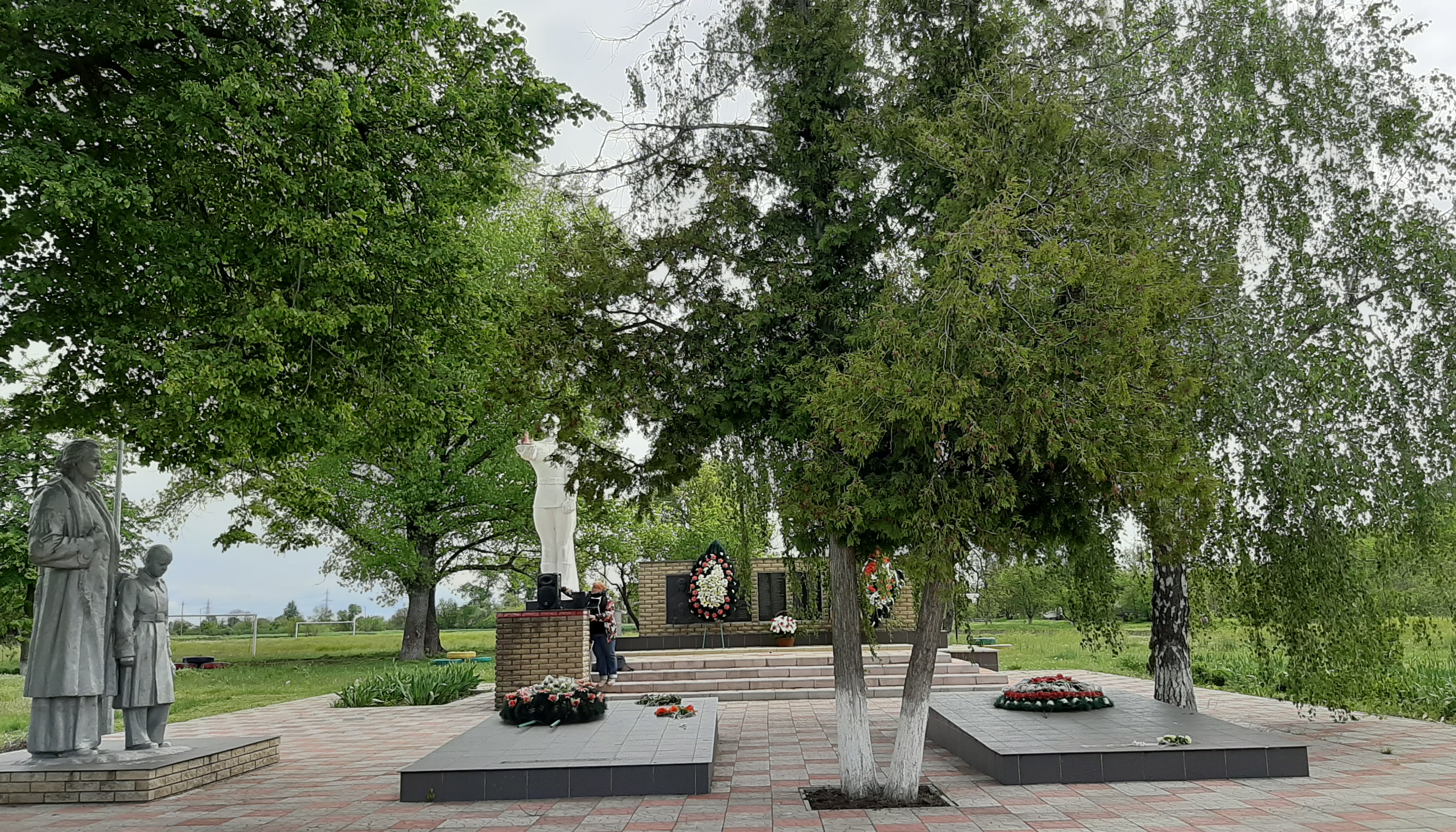
Братська могила радянських воїнів

- Пам'ятний знак на місці медсанбату;

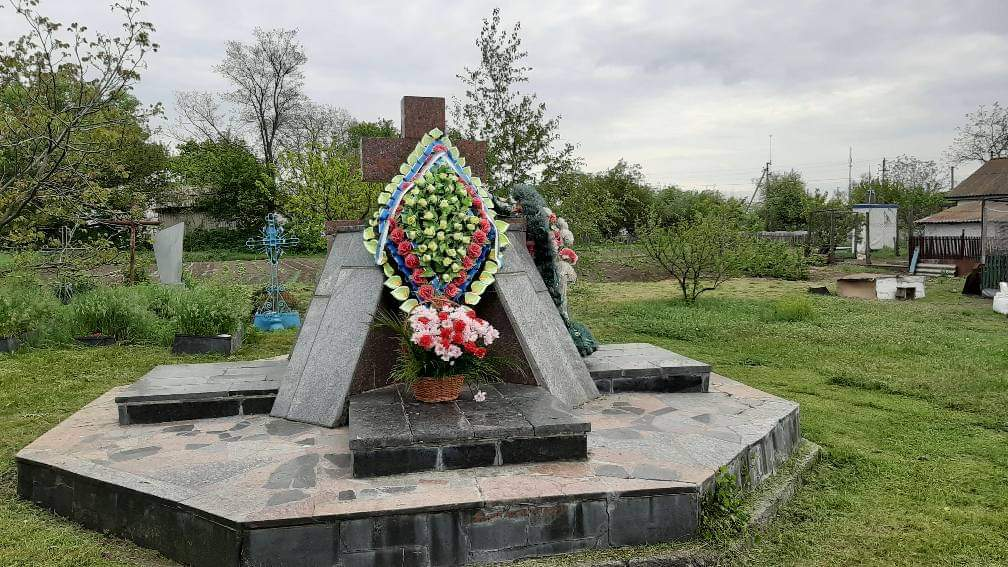
Пам'ятний знак на місці медсанбату

- скульптурна композиція «Матір з немовлям»;

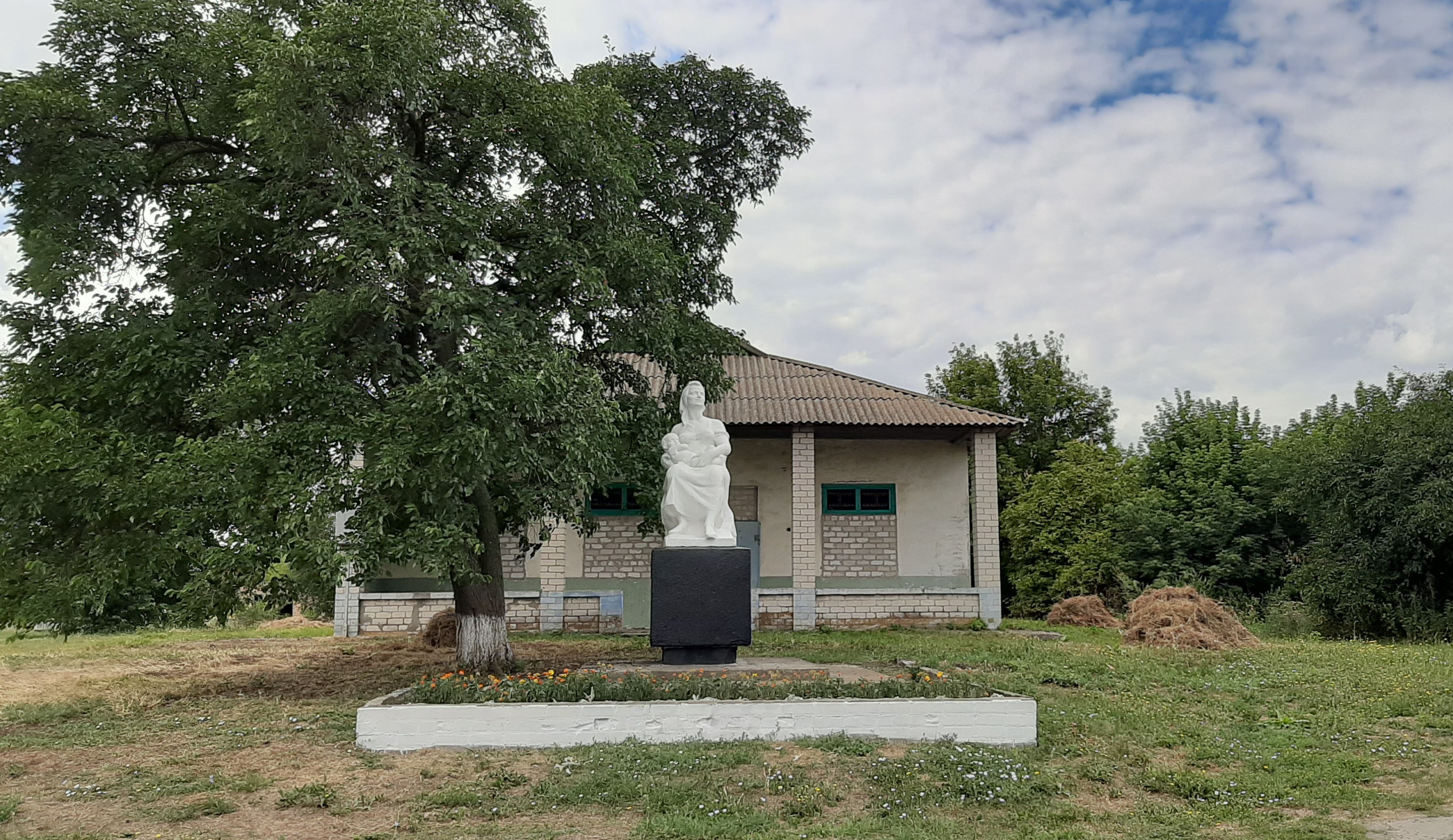
скульптурна композиція «Матір з немовлям»

- пам'ятник В. І. Леніну (знесений);

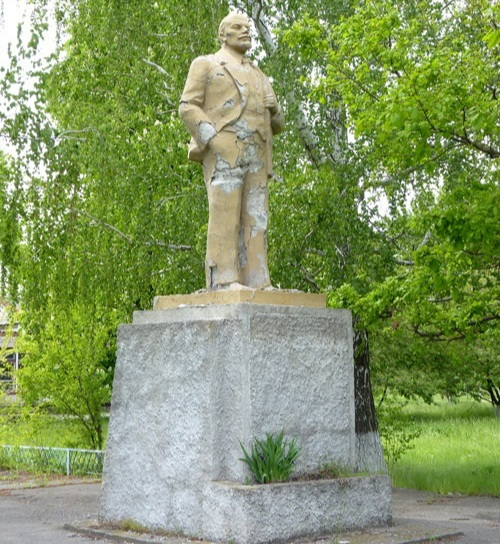
пам'ятник В. І. Леніну

- пам'ятник Я. М. Свердлову (знесений).

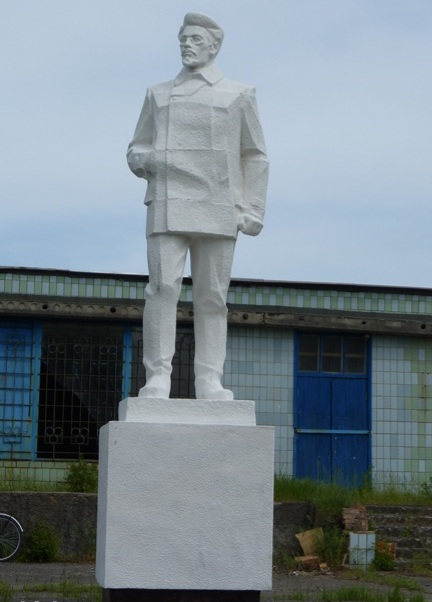
пам'ятник Я. М. Свердлову

## Релігія

Хрестовоздвиженський храм

- Хрестовоздвиженський храм.

## Соціальні сфери

### Фельдшерсько-акушерський пункт
Перший медичний пункт у селі було створено у 1944 році. Це була звичайна глиняна хатина по вулиці Світанкова. Санітаркою там працювала Журба Олександра Прокіпівна.  В 1947 році медичний пункт перенисли у будинок Тимофія Юхимовича. В 50х роках в будинку Даценко Мотрі Данилівни по вулиці Пилипа Орлика був організований медичний пункт і пологовий будинок. В 1958 році медичний пункт перенесли на вулицю Перемоги. Він мав два відділення: приймальню і пологове. В 1969 році колгосп імені Свердлова на чолі з головою Шевченком Василем Михайловичем збудував нове просторе приміщення  для фельдшерсько-акушерського пункту. 

Фельдшерсько-акушерський пункт

## Люди
- Гнойовий Микола Іванович (1915—1995) — український графік.

## Культура

### Кобелячківська бібліотека-філія
Перша бібліотека на селі була відкрита при церковно-парафіяльній школі. В ній в основному були богословські книги, азбуки та книги по садівництву і бджільництву. В буремні революційні роки бібліотека була розграбована. В 1920 році з ініціативи Гасієнко Фалейлона Федоровича було відкрито хату-читальню. Бібліотекар хати-читальні 20-30х років була Удовицька Катерина Степанівна. При бібліотеці діяв комітет з неграмотністю, а також Жіноча рада. Хата-читальня працювала до початку війни. З початком фашиської окупації бібліотеку закрили, а в 1943 році при відступі  фашисти спалили бібліотеку. Після війни учитель історії Олефір Уляна Семенівна розпочала збирати підшивки газет та вцілілі книги в жителів села. Офіційно бібліотеку в селі було відкрито у 1949 році, розташовувалася вона в хатині на центральній вулиці. У 1970 році бібліотека була перенесена в приміщення сільського будинку культури. Основний фонд бібліотеки складає 6000 одиниць зберігання.

### Кобелячківський народний музей імені Уляни Олефір
В листопаді 1964 року було відкрито «Музей колгоспу імені Свердлова». Реконструкцію проведено у 1989р. Упродовж 40 років музей очолювала Олефір Уляна Семенівна, директор місцевої школи, досвідчений фахівець, ентузіаст музейної справи. Саме вона залучила до роботи по створенню сільського музею учнів, вчителів, жителів села. До невеликої кімнати у будинку культури несли різні предмети старовини, цікаві знахідки та речі, фото і документи. Так у музеї почали з'являтися перші експонати. Велику підтримку  у своїй діяльності ентузіасти музейної справи знайшли в особі голови місцевого колгоспу Шевченка Василя Михайловича. Ідею створення музею підтримала своїм рішенням і Салівська сільська рада, в підпорядкуванні якої перебувало на той час село Кобелячок. Адже ця справа була новою у масштабах цілого Кременчуцького району! Для облаштування першої в районі музейної експозиції вирішили передати одну з кімнат новозбудованого сільського клубу. Ця кімната спочатку призначалась для дозвілля сільської молоді, тут планували встановити більярдний стіл, але Уляна Семенівна виявила неабияку наполегливість, навела переконливі аргументи. Врешті-решт вирішили, що доцільніше буде розмістити в цій кімнаті сільський музей. Вшановуючи її світлу пам'ять в 2004 році музею присвоєно ім'я Уляни Олефір. За досягнення високого рівня дослідницької, культурно-освітньої та виховної роботи в 2016 році музею присвоєно звання «Народний». Музейний фонд налічує понад 7000 експонатів, розміщених у експозиції музею, крім того численні артефакти зберігаються у фондах музею та чекають своєї черги.

### Кобелячківський сільський будинок культури
При Кобелячківському СБК діє: Народний жіночий гурт «Чураївна», дует «Надія», дует «Сестри» та різні дитячі гуртки.
Зараз приміщення будинку культури тимчасово не працює, у зв'язку з реконструкцією будівлі.

## Галерея

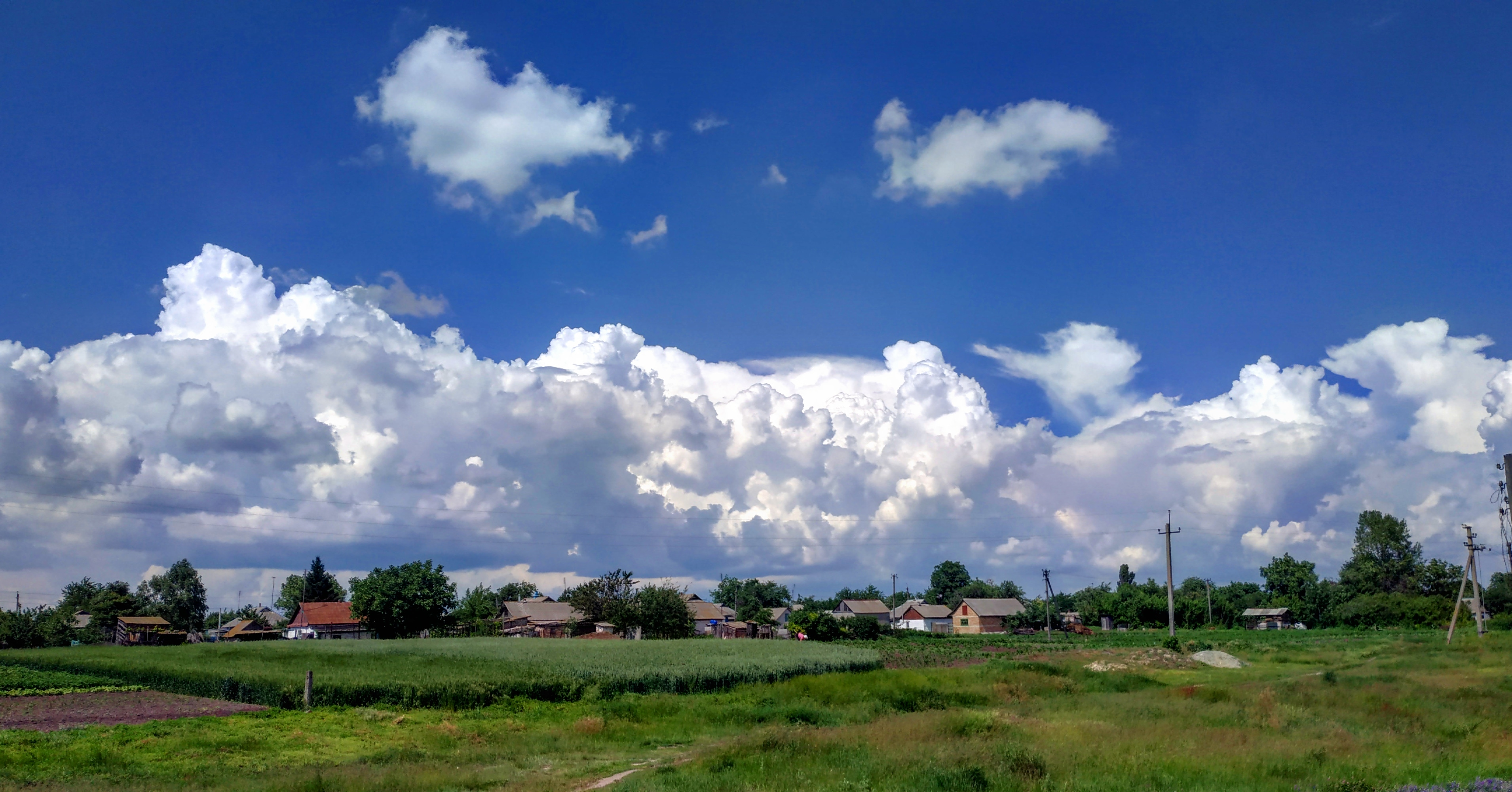
Краєвиди села

Приміщення старостату

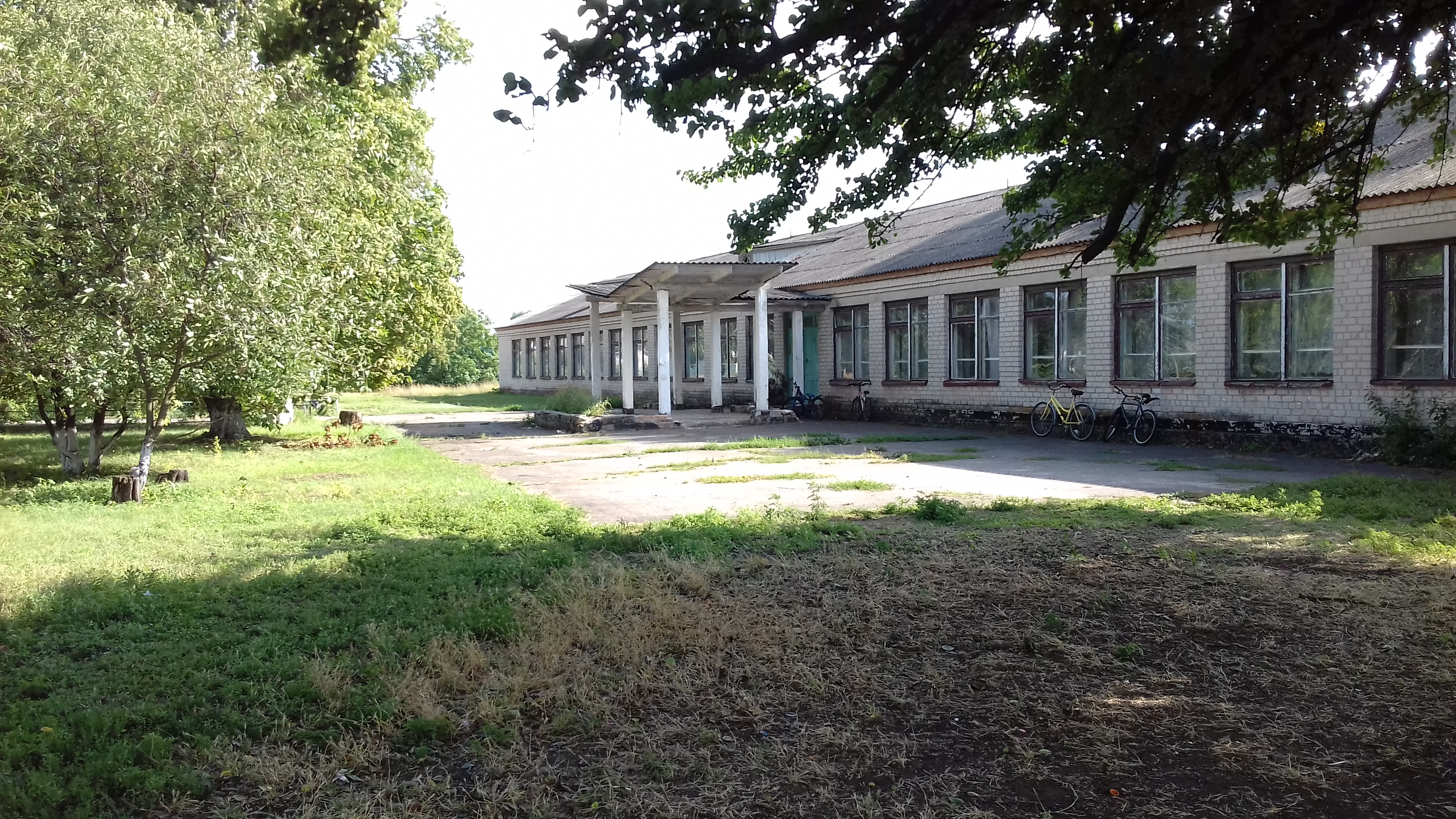
Школа

Скульптурна композиція «Матір з немовлям»

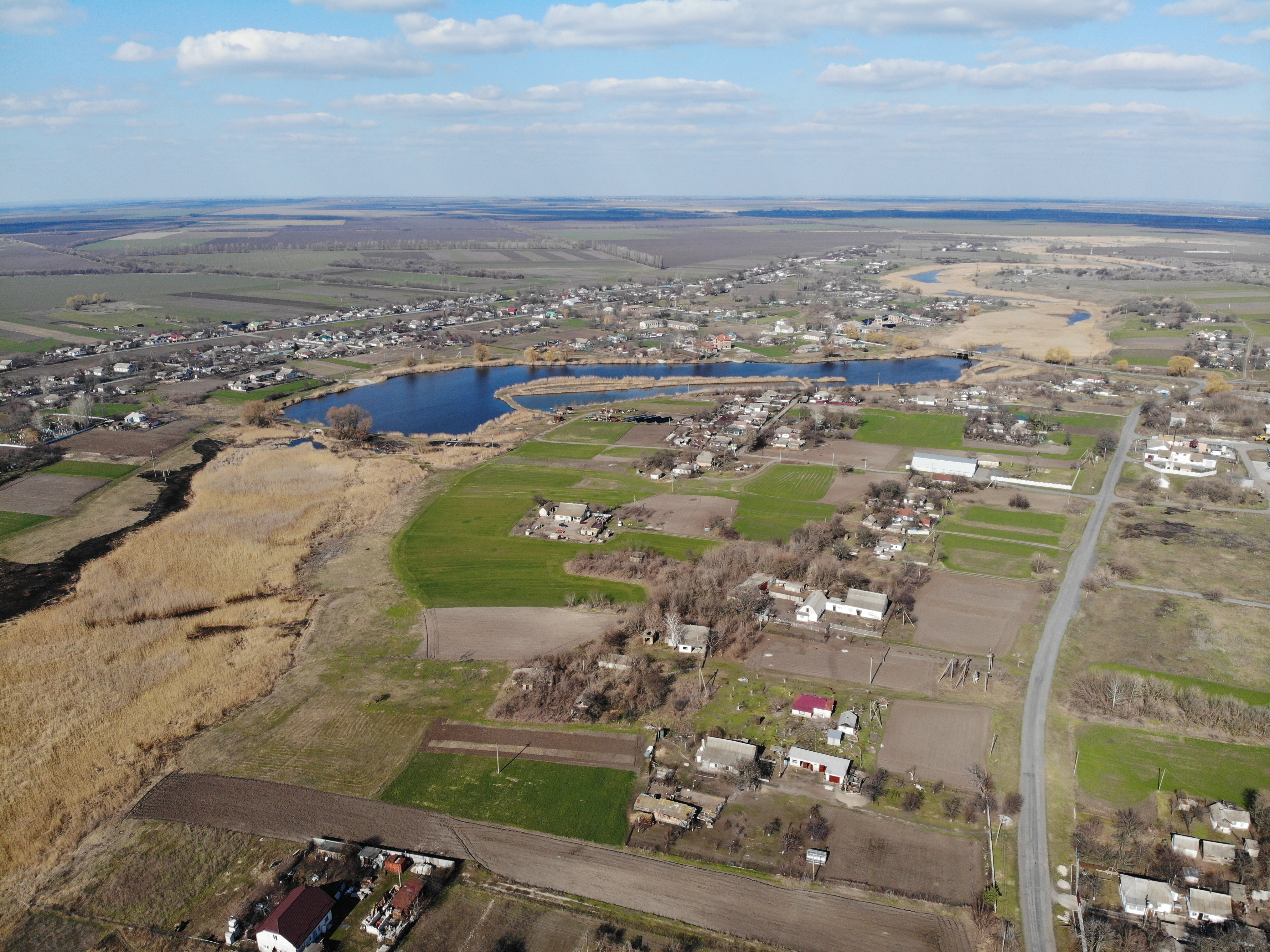
Кобелячок з пташиного польоту

Вид з моста на річку Сухий Кобелячок

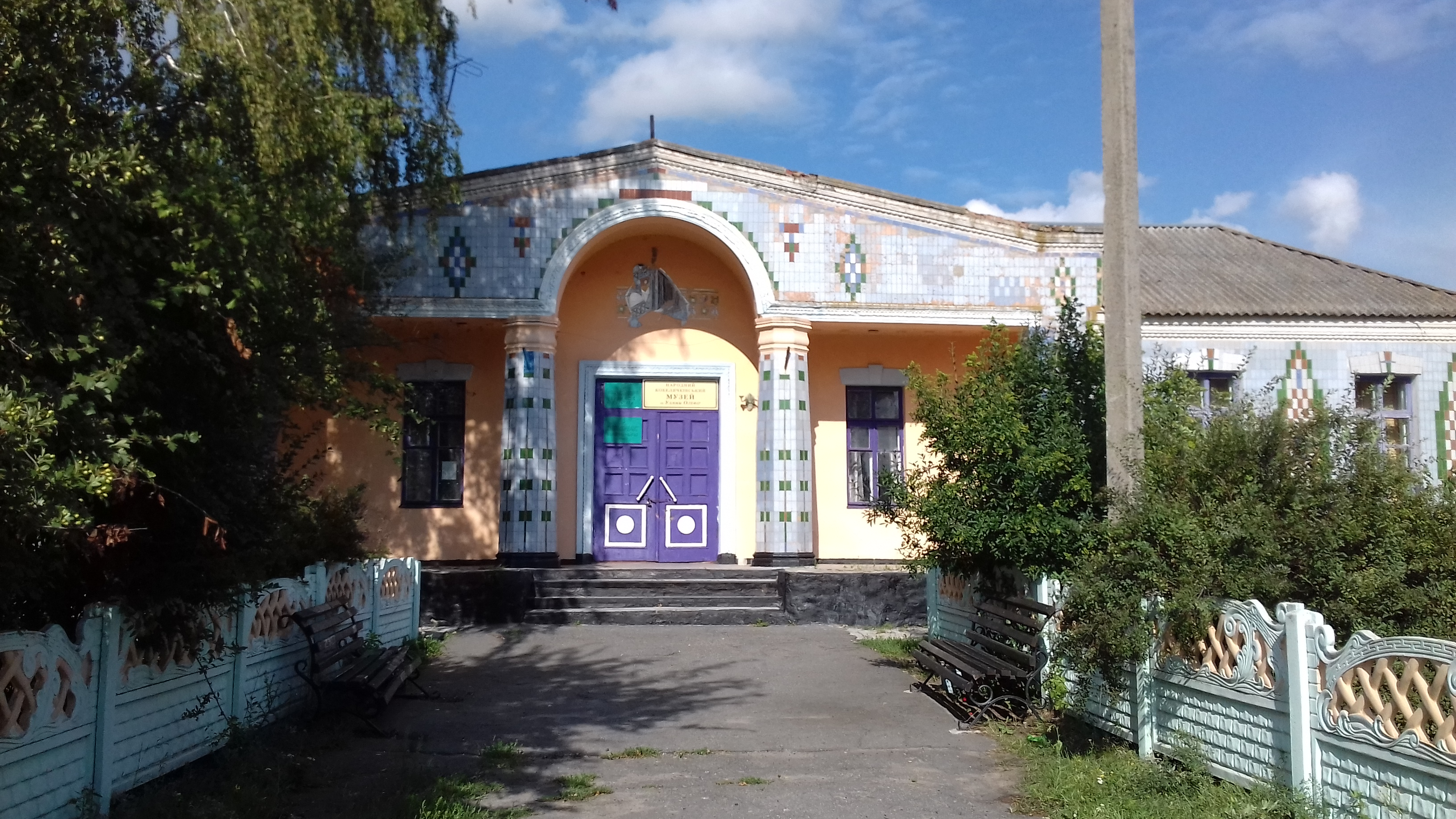
Будинок культури у селі Кобелячок

Центральна частина села

Осінні краєвиди

Зимове шкільне подвір'я

Осіння вулиця Пилипа Орлика

## Транспорт
Через село проходять автодороги місцевого значення:
- О1711147 «Дмитрівка - Кобелячок - Кишеньки»
- О1711148  «Пришиб - Кобелячок»
- О1711149  «Кобелячок - Салівка»

На території села знаходится аеродром Kobelyachok Airstrip (UA-0121)